# Fajã d'Água
Fajã d'Água es una localidad caboverdiana del municipio de Brava.

## Geografía
La localidad está situada en la isla de Brava.

## Organización territorial
La localidad abarca los lugares y barrios de:
- Cambada
- Chãnzinha
- Chão de Curral
- Espradinha
- Fajã d'Agua
- Lagoa
- Lavadura
- Travessa